# Masihal, Devadurga
Masihal là một làng thuộc tehsil Devadurga, huyện Raichur, bang Karnataka, Ấn Độ.